# Cherifa Kheddar
Cherifa Kheddar (arabisch شريفة خضار) ist eine Menschenrechtlerin. Sie ist die Präsidentin und Gründerin der Organisation Djazaïrouna (جزايرونا „Unser Algerien“), die Opfer des Algerischen Bürgerkriegs unterstützt. 2009 gewann sie den International Service Human Rights Award for the Defence of the Human Rights of Women.
2009 zählte sie zu den 500 einflussreichsten Muslimen in der Auflistung des Prinz-al-Walid-bin-Talal-Zentrums für muslimisch-christliche Verständigung der Georgetown University und des Royal Islamic Strategic Studies Centre von Jordanien.

## Zitat
„"Unsere Revolution fand bereits 1988 statt. Obwohl wir von einer 'Couscous-Revolte' sprachen, da Lebensmittel damals sehr knapp waren, handelte es sich auch um eine Revolution für soziale Gerechtigkeit, gegen das Einparteiensystem und für Demokratie" […]
Kheddar erinnerte daran, dass die Proteste von Gewerkschaftsvertretern und anderen Aktivisten organisiert worden waren, die allesamt ins Gefängnis geworfen und gefoltert wurden. Daraufhin besetzten die Islamisten die Straßen, wie dies auch später bei den Aufständen in Tunesien und Ägypten der Fall war“